# اسپرینگتس منور-یورکلین (پنسیلوانیا)
اسپرینگتس منور-یورکلین (به انگلیسی: Springetts Manor-Yorklyn) یک منطقهٔ مسکونی در ایالات متحده آمریکا است که در شهرستان یورک، پنسیلوانیا واقع شده‌است. اسپرینگتس منور-یورکلین ۳٫۰ کیلومتر مربع مساحت و ۴٬۱۵۶ نفر جمعیت دارد.